# Лесная Сазоновка
Лесная Сазоновка — село Ковылкинского района Республики Мордовия в составе Мамолаевского сельского поселения. 

## География
Находится на расстоянии примерно 26 километров по прямой на север-северо-восток от районного центра города Ковылкино.

## История
Село известно с 1869 года, когда оно было учтено как казенная деревня Краснослободского уезда из 21 двора. 
Есть на специальной карте запада Российской Империи 1:420K MDCCCXXXII 1832 года под названием Сазоновские выселки.
На карте Стрельбицкого. Специальная Карта Европейской России 1871 года, под названием Сазоновка.

## Население
Постоянное население составляло 2 человека (мордва-мокша 100%) в 2002 году, 29 в 2010 году .